# Boušín

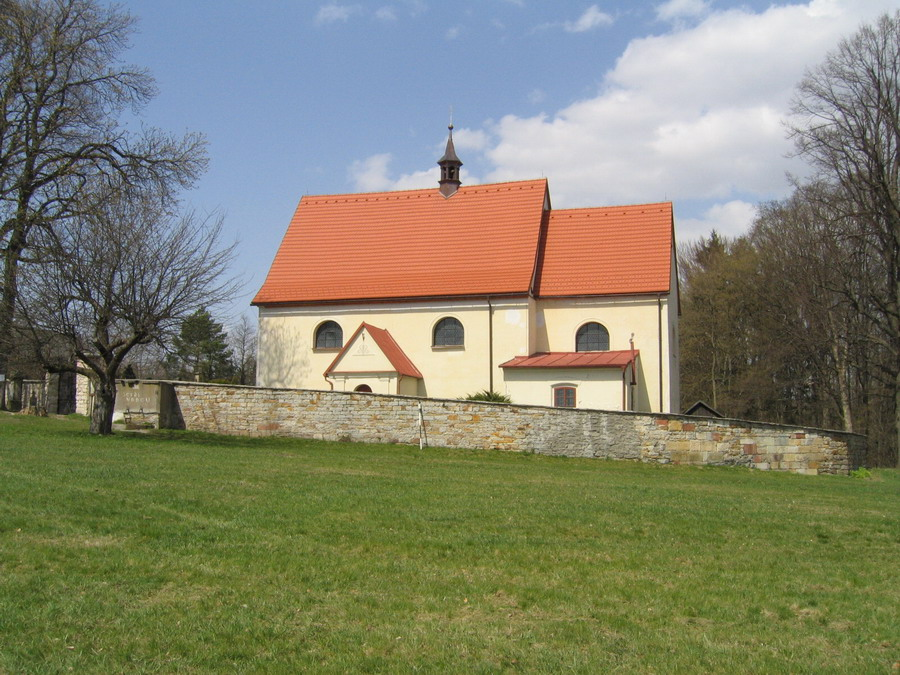
Kirche Mariä Heimsuchung in Boušín

Boušín (früher auch Bohušín; deutsch Bauschin, früher Boschin) ist eine Grundsiedlungseinheit der Gemeinde Slatina nad Úpou im Okres Náchod in Tschechien.

## Geographie
Boušín liegt am linken Ufer der Úpa (Aupa) im Bereich des Babiččino údolí (Großmuttertal). Nachbarorte sind Červený Kostelec im Nordosten, Zábrodí und Olešnice im Osten, Červená Hora im Südosten, Rýzmburk, Žernov und Ratibořice im Süden, Litoboř und Slatina nad Úpou im Südwesten und Havlovice im Nordwesten.

## Geschichte
Nach Josef Myslimír Ludvík soll die Boušíner Kirche in der zweiten Hälfte des 12. Jahrhunderts vom Glatzer Burggrafen Bohušín, genannt „Bohušín Bradaty“, errichtet worden sein. Nachweislich ist das Gotteshaus für die zweite Hälfte des 13. Jahrhunderts. Damals gehörte Boušín zur Herrschaft Rýzmburk. Nach den vom ersten Prager Erzbischof Ernst von Pardubitz angelegten Konfirmationsbüchern bestand hier 1350 eine Pfarrei, deren erster Pfarrer „Dětřich“ (Jetřich) war, der mit dem Erzbischof verwandt gewesen sein soll. Während der Hussitenkriege erlosch die Pfarrei. Zusammen mit der Herrschaft Rýzmburk gelangte Boušín 1534 an die Herrschaft Nachod, mit der es (mit einer Unterbrechung von 1595 bis 1601) bis zur Aufhebung der Patrimonialherrschaften verbunden blieb. Vor der Mitte des 19. Jahrhunderts bestand Bauschin aus der Pfarrkirche, dem Pfarrhof, vier Chalupnern sowie 30 Einwohnern. Zum Pfarrsprengel gehörten die Dörfer Slatina und Metschow.
Literarische Bedeutung erlangte Boušín durch den Schriftsteller Alois Jirásek im ersten und zweiten Band seines historischen Romans «U nas».

## Sehenswürdigkeiten
- Die Kirche Mariä Heimsuchung wurde 1681–1692 durch den Kirchenpatron Lorenzo Piccolomini, Besitzer der Herrschaft Náchod, errichtet. Sie entstand an der Stelle einer Holzkirche aus der zweiten Hälfte des 12. Jahrhunderts. Das Hauptaltargemälde Mariä Heimsuchung schuf 1856 der Rothkosteletzer Maler Gustav Vacek.
- Das barocke Pfarrhaus von Boušín wurde auf Initiative von Lorenzo Piccolominis Witwe Anna Viktoria Piccolomini, geb. Kolowrat-Liebsteinsky (1667–1738) errichtet. 1831 wurde das Pfarrhaus renoviert.
- Die Kapelle über der wundertätigen Quelle Studánka wurde 1728–1730 errichtet.
- Die Piccolomini-Kapelle (Piccolominská kaplička) in der Nähe der Brücke über die Aupa wurde 1694 vom Grundherrn Herzog Lorenzo Piccolomini errichtet. Als er am 4. Juli 1694 mit einem Pferdegespann zu einer Wallfahrt nach Boušín unterwegs war, hatte das Gespann von Červená Hora kommend die Brücke benutzt, die jedoch während der Überfahrt in der Mitte zerbrach, so dass der Herzog mit Begleitung und Pferdegespann in die Aupa fiel. Da niemand zu Schaden kam, hatte er aus Dankbarkeit in der Nähe die Kapelle errichten lassen. Sie wurde mit Gemälden ausgeschmückt, die diese Begebenheit darstellen.[3]

## Persönlichkeiten
- Josef Myslimír Ludvík (1796–1856), tschechischer, patriotisch gesinnter Schriftsteller sowie römisch-katholischer Priester, 1846–1848 Pfarrer in Boušín